# Chailley
Chailley é uma comuna francesa na região administrativa de Borgonha-Franco-Condado, no departamento de Yonne. Estende-se por uma área de 16,7 km². Em 2010 a comuna tinha 548 habitantes (densidade: 32,8 hab./km²).